# Janine Klijberg
Janine Maria van den Ende-Klijberg (Amsterdam, 7 juni 1956) is een Nederlands televisieproducente.

## Levensloop

### Jeugd en opleiding
Klijberg werd geboren in Amsterdam. Op jonge leeftijd volgde ze dans- en zanglessen. Ze ging naar de Academie voor Expressie door Woord en Gebaar in Utrecht en kwam daar in contact met Herman van Veen. 

### Loopbaan
Klijberg werd regieassistente van het programma Onder Water van Herman van Veen. Later assisteerde ze ook de regie voor het tv-programma Sesamstraat. In de jaren zeventig verzorgde ze samen met Rudi Carrell de regie van de 1-2-3-show. Eind jaren tachtig ging ze werken in het theater. Samen met Robin de Levita verzorgde ze de productie van de revue 100 jaar Carré van André van Duin. Later ging ze zich meer richten op hedendaagse kunst. Ze gaf tentoonstellingen in onder meer het Circustheater in Scheveningen en het Beatrix Theater in Utrecht. In 2001 richtte ze samen met haar man Joop van den Ende de stichting VandenEnde Foundation op. In 2014 werd ze benoemd tot Officier in de Orde van Oranje-Nassau.

### Privé
Klijberg is in 1988 getrouwd met tv-producent Joop van den Ende. Samen hebben ze twee kinderen.

## Producties
- (1980) Onder Water
- (1983) 1-2-3-show
- (1986) Showbizzquiz
- (1987) Moordspel
- (1987) De Ep Oorklep Show
- (1987) 100 jaar Carré